# Исторически център на Мексико Сити
Историческият център на Мексико Сити е известен също като „Сентро“ или „Сентро Историко“.
Този квартал е фокусиран върху „Зокало“ - централния площад в Мексико Сити, и се простира във всички посоки, за броя на блоковете с неговатанай-отдалечената степен започва западно на Аламеда Сентрал Зокало е най-големият площад в Латинска Америка и вторият по големина в света след Червения площад в Москва. Може да побере близо 100 000 души.
Тази част на града е малко повече от 9 кв. км и заема 668 блокове. Съдържа 9000 сгради, от които 1550 са били обявени за сгради от историческо значение. Повечето от тези исторически сгради са построени между 16-и и 20 век. Разделена е на 2 зони за опазване на цели. Зона А обхваща предварително испански град и разширяването му от вицекраля периода до независимост. Зона Б обхваща областите, всички други конструкции до края на 19 век, които се считат за необходими за опазване на архитектурното и културното наследство на района.
Това е мястото, където испанците започнаха да изградят това, което сега е модерен Мексико Сити през 16 век върху руините на завладения Теночтитлан, столица на империята на ацтеките. Както е център на древната империя на ацтеките и седалището на силите за испанската колония на Нова Испания, Сентро Историко съдържа по-голямата част от историческите забележителности на града и от двете епохи, както и голям брой музеи. Това е направил обект на световното културно наследство.

## Интересни обекти
- Темпло Майор
- Голямата катедрала
- площад „Зокало“
- Национален дворец
- Дворец на изящните изкуства
- небостъргач „Торе Латиноамерикана“
- Аламеда Сентрал (парк)